# Tamworth, New South Wales
Tamworth là một thành phố ở vùng New England thuộc bang New South Wales, Úc. Nằm cạnh sông Peel, Tamworth là một trung tâm khu vực quan trọng của New England. Thành phố được ước tính có dân số 42.255 vào năm 2015.

## Khí hậu
Tamworth có khí hậu cận nhiệt đới ẩm (phân loại khí hậu Köppen Cfa).
| Dữ liệu khí hậu của Sân bay Tamworth    | Dữ liệu khí hậu của Sân bay Tamworth | Dữ liệu khí hậu của Sân bay Tamworth | Dữ liệu khí hậu của Sân bay Tamworth | Dữ liệu khí hậu của Sân bay Tamworth | Dữ liệu khí hậu của Sân bay Tamworth | Dữ liệu khí hậu của Sân bay Tamworth | Dữ liệu khí hậu của Sân bay Tamworth | Dữ liệu khí hậu của Sân bay Tamworth | Dữ liệu khí hậu của Sân bay Tamworth | Dữ liệu khí hậu của Sân bay Tamworth | Dữ liệu khí hậu của Sân bay Tamworth | Dữ liệu khí hậu của Sân bay Tamworth | Dữ liệu khí hậu của Sân bay Tamworth |
| Tháng                                   | 1                                    | 2                                    | 3                                    | 4                                    | 5                                    | 6                                    | 7                                    | 8                                    | 9                                    | 10                                   | 11                                   | 12                                   | Năm                                  |
| --------------------------------------- | ------------------------------------ | ------------------------------------ | ------------------------------------ | ------------------------------------ | ------------------------------------ | ------------------------------------ | ------------------------------------ | ------------------------------------ | ------------------------------------ | ------------------------------------ | ------------------------------------ | ------------------------------------ | ------------------------------------ |
| Cao kỉ lục °C (°F)                      | 45.1 (113.2)                         | 45.9 (114.6)                         | 39.0 (102.2)                         | 33.3 (91.9)                          | 29.7 (85.5)                          | 25.4 (77.7)                          | 23.9 (75.0)                          | 29.8 (85.6)                          | 34.0 (93.2)                          | 38.6 (101.5)                         | 41.9 (107.4)                         | 41.4 (106.5)                         | 45.9 (114.6)                         |
| Trung bình ngày tối đa °C (°F)          | 32.9 (91.2)                          | 31.7 (89.1)                          | 29.4 (84.9)                          | 25.6 (78.1)                          | 20.8 (69.4)                          | 17.1 (62.8)                          | 16.4 (61.5)                          | 18.4 (65.1)                          | 22.0 (71.6)                          | 25.6 (78.1)                          | 28.6 (83.5)                          | 30.6 (87.1)                          | 24.9 (76.8)                          |
| Tối thiểu trung bình ngày °C (°F)       | 17.6 (63.7)                          | 17.0 (62.6)                          | 14.5 (58.1)                          | 10.1 (50.2)                          | 6.1 (43.0)                           | 3.7 (38.7)                           | 2.2 (36.0)                           | 2.7 (36.9)                           | 5.8 (42.4)                           | 9.7 (49.5)                           | 13.3 (55.9)                          | 15.6 (60.1)                          | 9.9 (49.8)                           |
| Thấp kỉ lục °C (°F)                     | 7.1 (44.8)                           | 6.0 (42.8)                           | 1.9 (35.4)                           | −0.5 (31.1)                          | −4.5 (23.9)                          | −6.0 (21.2)                          | −6.6 (20.1)                          | −6.3 (20.7)                          | −4.0 (24.8)                          | −0.3 (31.5)                          | 3.0 (37.4)                           | 5.6 (42.1)                           | −6.6 (20.1)                          |
| Lượng Giáng thủy trung bình mm (inches) | 60.2 (2.37)                          | 68.4 (2.69)                          | 49.9 (1.96)                          | 24.3 (0.96)                          | 29.5 (1.16)                          | 52.7 (2.07)                          | 40.3 (1.59)                          | 38.1 (1.50)                          | 43.7 (1.72)                          | 54.6 (2.15)                          | 81.2 (3.20)                          | 78.2 (3.08)                          | 631.9 (24.88)                        |
| Số ngày giáng thủy trung bình           | 6.7                                  | 6.9                                  | 6.8                                  | 4.0                                  | 4.6                                  | 8.6                                  | 8.2                                  | 5.9                                  | 6.7                                  | 7.8                                  | 8.3                                  | 8.9                                  | 83.4                                 |
| Nguồn: Cục Khí tượng Úc                 |                                      |                                      |                                      |                                      |                                      |                                      |                                      |                                      |                                      |                                      |                                      |                                      |                                      |